# Jordfall, Fossen och Myren
Ej att förväxla med Jordfallet, annat namn för Bohus i Ale kommun.
Jordfall, Fossen och Myren är en av SCB avgränsad och namnsatt småort i Uddevalla kommun i Västra Götalands län. Småorten omfattar bebyggelse i de tre byarna Jordfall, Fossen och Myren i Bokenäs socken. Enligt SCB:s definition är de sammanväxta.